# Перовския
Перо́вския (лат. Peróvskia) — род растений семейства Яснотковые (Lamiaceae).

## Ботаническое описание
Прямые, ветвистые, сильно ароматичные полукустарники. Листья супротивные, зубчатые, пильчатые, цельные или перисто-рассечённые, сильно-железистые. Полумутовки расставленные, составляющие метельчатые соцветия.
Цветки фиолетовые, розовые, бледно-жёлтые или белые. Чашечка трубчато-колокольчатая, сильно-опушенная, двугубая, верхняя губа почти цельная или трехзубчатая, нижняя двухзубчатая, при плодах слегка увеличенная. Венчик с выдающейся кверху расширенной трубкой, внутри с кольцом волосков. Верхняя губа четырёхраздельная, лопасти почти равные или средняя меньше. Нижняя губа цельная, округлая.
Тычинок 4, из которых 2 фертильные, выставляющиеся, расходящиеся; две стерильные, мелкие, прикрепленные к верхней губе у основания её лопастей. Пыльники двухгнездные, гнезда линейные, параллельные, связник маленький. Диск кольцеобразный или спереди вздутый в железку. Столбик двураздельный, с широкими, сплюснутыми лопастями. Орешки обратно-яйцевидные, очень тупые, гладкие.

## Распространение
Произрастают в Юго-Западной и Центральной Азии. Эндемичный род с узким географическим ареалом, распространенный от Белуджистана через горы Афганистана, Западной Индии до Тибета и Центрального Тянь-Шаня. На западе представители этого рода идут до восточных берегов Каспийского моря.

## Таксономия
Perovskia Kar., Bull. Soc. Imp. Naturalistes Moscou 14: 15, t. 1 (1841).
Род назван в честь военного губернатора Оренбургской губернии Василия Алексеевича Перовского.
Иногда род рассматривается как подрод в составе рода Шалфей [Salvia subg. Perovskia (Kar.) J.B.Walker, B.T.Drew & J.G.González (2017)].

### Виды
Род (подрод) включает 8 видов:
- Perovskia abrotanoides Kar. typus[1] — Перовския полынная [syn.  Perovskia artemisioides Boiss.] [=Salvia abrotanoides (Kar.) Sytsma]
- Perovskia angustifolia Kudr. — Перовския узколистная [=Salvia karelinii J.B.Walker]
- Perovskia atriplicifolia Benth. — Перовския лебедолистная [=Salvia yangii B.T.Drew]
- Perovskia botschantzevii Kovalevsk. & Kochk. — Перовския Бочанцева [=Salvia pobedimovae J.G.González]
- Perovskia kudrjaschevii Gorschk. & Pjataeva — Перовския Кудряшева [=Salvia kudrjaschevii (Gorschk. & Pjataeva) Sytsma]
- Perovskia linczevskii Kudr. — Перовския Линчевского [=Salvia klokovii J.B.Walker]
- Perovskia scrophulariifolia Bunge — Перовския норичниковолистная [=Salvia scrophulariifolia (Bunge) B.T.Drew]
- Perovskia virgata Kudr. — Перовския прутьевидная [=Salvia bungei J.G.González]